# El patrullero
El patrullero o Highway Patrolman è un film del 1991 diretto da Alex Cox.